# Bartolomé Sebastián de Aroitia
Bartolomé Sebastián de Aroitia (falecido a 14 de abril de 1568) foi um prelado católico romano que serviu como arcebispo de Tarragona (1567–1568) e bispo de Patti (1549–1567).

## Biografia
No dia 9 de janeiro de 1549, Bartolomé Sebastián de Aroitia foi nomeado pelo Papa Paulo III como Bispo de Patti. No dia 24 de fevereiro de 1549, foi ordenado bispo por Girolamo de Terminis, bispo de Mazara del Vallo. A 1 de outubro de 1567, foi nomeado pelo Papa Pio V como Arcebispo de Tarragona. Serviu como arcebispo de Tarragona até à sua morte a 14 de abril de 1568.